# Jaden Ivey

Jaden Edward Dhananjay Ivey (ur. 13 lutego 2002 w South Bend) – amerykański koszykarz, występujący na pozycji rzucającego obrońcy, obecnie zawodnik Detroit Pistons.

## Osiągnięcia
Stan na 18 lutego 2024, na podstawie, o ile nie zaznaczono inaczej.

### NCAA
- Uczestnik rozgrywek:
  - Sweet 16 turnieju NCAA (2022)
  - turnieju NCAA (2021, 2022)
- Zaliczony do:
  - I składu:
    - Big Ten (2022)
    - najlepszych pierwszorocznych zawodników konferencji Big Ten (2022)
    - turnieju:
      - Big Ten (2022)
      - Air Force Reserve Tip-Off (2022)

  - II składu All-American (2022)
- Zawodnik tygodnia Big 10 (31.01.2022)
- Najlepszy pierwszoroczny zawodnik tygodnia Big 10 (8.02.2021, 25.01.2021)

### NBA
- Zaliczony do II składu debiutantów NBA (2022)[5]
- Zwycięzca turnieju drużynowego Jordan Rising Stars (2023)[6]
- Uczestnik drużynowego:
  - konkursu Skills Challenge (2023)[7]
  - turnieju Panini Rising Stars (2023, 2024 – Team Tamika)[8]

### Reprezentacja
- Mistrz świata U–19 (2021)[9]
- Zaliczony do I składu mistrzostw świata U–19 (2021)[10]